# Al-Ahli Sports Club (Amman) (pallacanestro)
L'Al-Ahli Amman Sports Club(النادي الأهلي الرياضي in lingua araba), anche comunemente conosciuto come Al-Ahli Amman, è una società professionista di basket con sede nella città di Amman, capitale della Giordania; la squadra compete nella massima categoria nazionale, la Jordanian Premier Basketball League.
I colori sociali del club sono il Bianco, il Verde ed il Nero. Le partite casalinghe vengono giocate presso la Al-Ahli Arena di Amman, che può ospitare 5.000 spettatori.

## Storia
Fondato da circassi giordani con il nome di Koban Club nel 1944, fu ridenominato pochi anni dopo in Al-Ahli Sports Club ("Club Sportivo Nazionale") secondo un emendamento del sovrano Abd Allah I di Giordania. Inizialmente accolse rifugiati palestinesi esodati nel 1948, ebbe sede a Ras al-Ain, presso l'Associazione benefica circassa che radunava i circassi di ritorno dall'Italia.
Anche se la società era nata inizialmente intorno al gioco del calcio, al club è anche riconosciuto il merito di essere stato il primo a introdurre il gioco del basket in Giordania, attraverso la figura di Mashhour Qanash, che fu a capo del club per 25 anni; quest'ultimo non si limitò solo alla pallacanestro ma spinse per la formazione delle squadre di pallavolo, pallamano e di nuoto. In questo modo l'Al-Ahli Amman divenne una delle prime società polisportive del paese.
La sezione di pallacanestro è conosciuta per essere una delle principali potenze della Jordanian Premier Basketball League, competizione a cui prende parte fin dalla sua prima edizione e di cui detiene il record di titoli vinti, con ben 26 vittorie finali. 
L'ultimo successo dell'Al-Ahli nella massima competizione nazionale è arrivato al termine della stagione 2022-2023; la squadra, dopo aver superato la stagione regolare ed il secondo turno, arrivò alla serie finale per il titolo, giocata al meglio delle cinque partite, contro i rivali dell' Orthodox. La sfida tra le due squadre si è protratta fino alla decisiva gara cinque, dove l'Al-Ahli è riuscito ad avere la meglio, con il risultato di 78-75, grazie ai 28 punti di Zane Najdawi; assicurando così la vittoria della ventiseiesima Jordanian Premier Basketball League nella storia del club.

## Palmarès

### Titoli Nazionali
- Jordanian Premier Basketball League
  - Campioni (25): 1953, 1954, 1955, 1956, 1957, 1958, 1960, 1961, 1962, 1965, 1968, 1969, 1970, 1971, 1972, 1974, 1975, 1990, 1992, 1993, 1994, 2017, 2018, 2020, 2022-23

- Jordan Cup
  - Campioni (3): 2019, 2020, 2021

## Roster attuale
Il roster per la stagione 2023-2024
|    | Naz.                                          | Ruolo | Sportivo         | Anno | Alt. | Peso |  |
| -- | --------------------------------------------- | ----- | ---------------- | ---- | ---- | ---- |  |
| 0  | Giordania (bandiera)                          | PG    | Mahmoud Abdeen   | 1987 | 191  | 88   |  |
| 1  | Giordania (bandiera) · Stati Uniti (bandiera) | AP    | Amin Abu Hawwas  | 1994 | 190  | 84   |  |
| 3  | Qatar (bandiera)                              | G     | Mohmoud Darwish  | 2003 |      |      |  |
| 4  | Giordania (bandiera)                          | PG    | Fadi Qarmash     | 2002 | 180  | 76   |  |
| 7  | Stati Uniti (bandiera)                        | AG    | Gerard Tarin     | 1996 | 206  | 98   |  |
| 8  | Giordania (bandiera)                          | C     | Omar Nashwati    | 2004 |      |      |  |
| 9  | Giordania (bandiera)                          | G     | Sami Bzai        | 1994 | 190  | 82   |  |
| 12 | Giordania (bandiera)                          | PG    | Ahmad Atieh      | 2004 |      |      |  |
| 22 | Giordania (bandiera)                          | AP    | Omar Abu Shreikh | 2002 |      |      |  |
| 35 | Giordania (bandiera) · Stati Uniti (bandiera) | C     | Zane Najdawi     | 1996 | 201  | 101  |  |
| 47 | Giordania (bandiera)                          | AG    | Ali Kanaan       | 2001 |      |      |  |
| 55 | Giordania (bandiera)                          | G     | Mohammad Ghneem  | 2002 |      |      |  |
| 71 | Giordania (bandiera)                          | C     | Mahmoud Hazaymeh | 2002 | 205  | 98   |  |
| 77 | Giordania (bandiera)                          | AG    | Saaed Khawaldeh  | 1999 |      |      |  |

### Staff tecnico
| Ruolo           | Nome               |
| --------------- | ------------------ |
| Capo Allenatore | Mo'tasem Salameh   |
| Assistente      | Mohammed Al-Khateb |